# Грисайм-сюр-Суффель
Грисайм-сюр-Суффель (фр. Griesheim-sur-Souffel) — коммуна на северо-востоке Франции в регионе Гранд-Эст (бывший Эльзас — Шампань — Арденны — Лотарингия), департамент Нижний Рейн, округ Саверн, кантон Буксвиллер. До марта 2015 года коммуна административно входила в состав упразднённого кантона Трюштерсайм (округ Страсбур-Кампань).

## Географическое положение

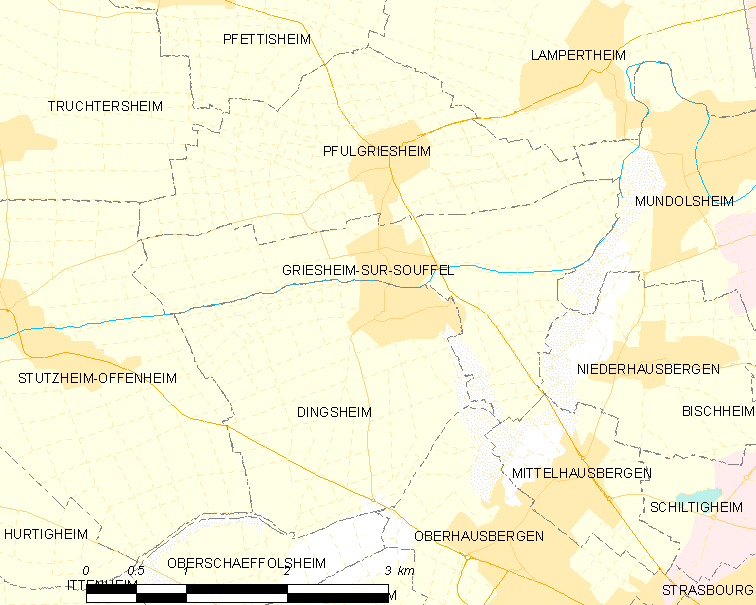
На карте

Коммуна расположена на расстоянии около 390 км на восток от Парижа и в 9 км северо-западнее Страсбура.
Площадь коммуны — 4,19 км², население — 1140 человек (2006) с тенденцией к стабилизации: 1122 человека (2013), плотность населения — 267,8 чел/км².

## Население
Население коммуны в 2011 году составляло 1144 человека, в 2012 году — 1128 человек, а в 2013-м — 1122 человека.
| 1962 | 1968 | 1975 | 1982 | 1990 | 1999 | 2006 | 2008 | 2011 | 2012 | 2013 |
| ---- | ---- | ---- | ---- | ---- | ---- | ---- | ---- | ---- | ---- | ---- |
| 279  | 285  | 479  | 1101 | 1122 | 1154 | 1140 | 1135 | 1144 | 1128 | 1122 |

Динамика населения:

## Экономика
В 2010 году из 779 человек трудоспособного возраста (от 15 до 64 лет) 519 были экономически активными, 260 — неактивными (показатель активности 66,6 %, в 1999 году — 68,3 %). Из 519 активных трудоспособных жителей работали 492 человека (256 мужчин и 236 женщин), 27 числились безработными (16 мужчин и 11 женщин). Среди 260 трудоспособных неактивных граждан 81 были учениками либо студентами, 139 — пенсионерами, а ещё 40 — были неактивны в силу других причин.

## Достопримечательности (фотогалерея)

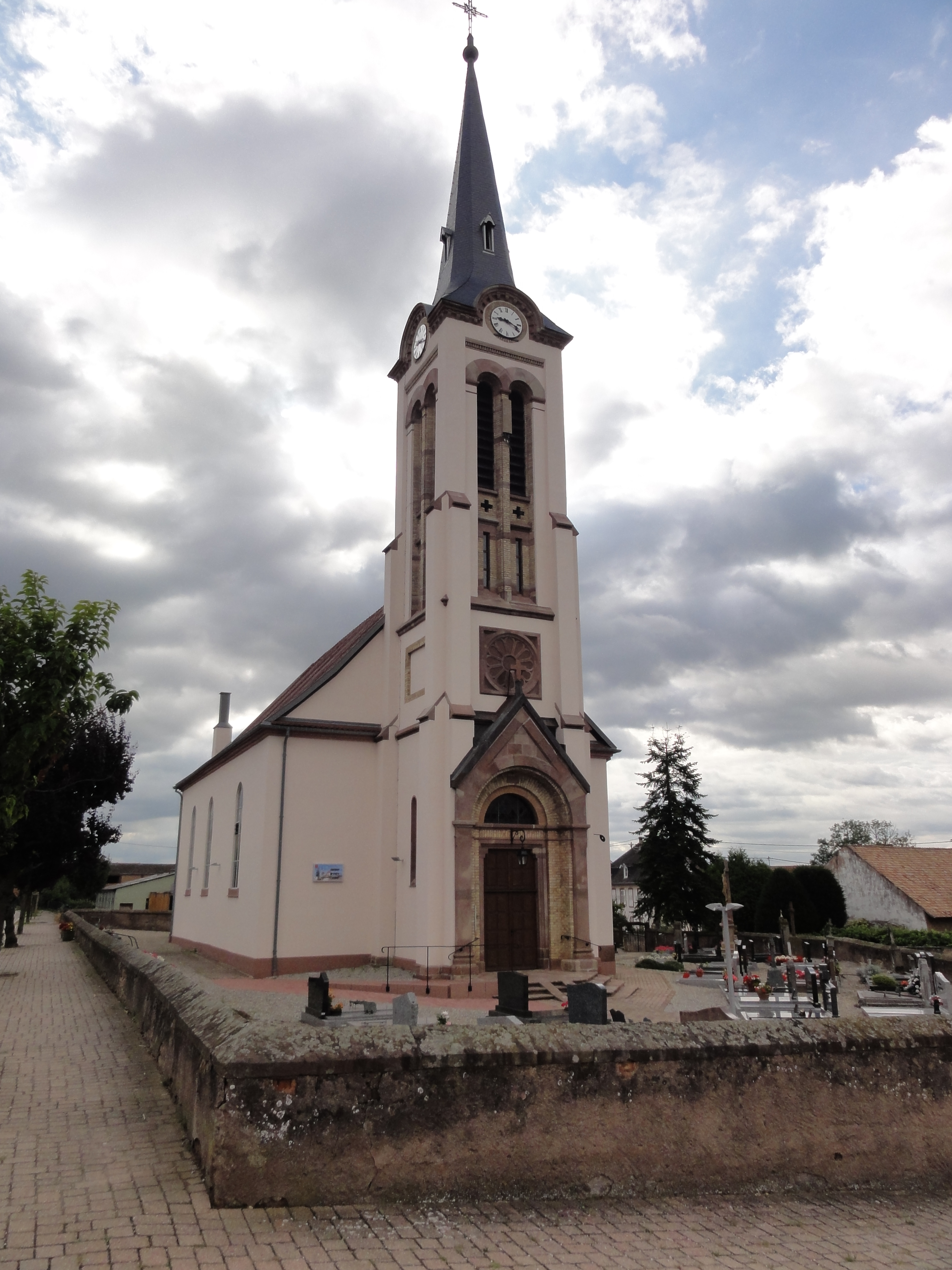
Церковь
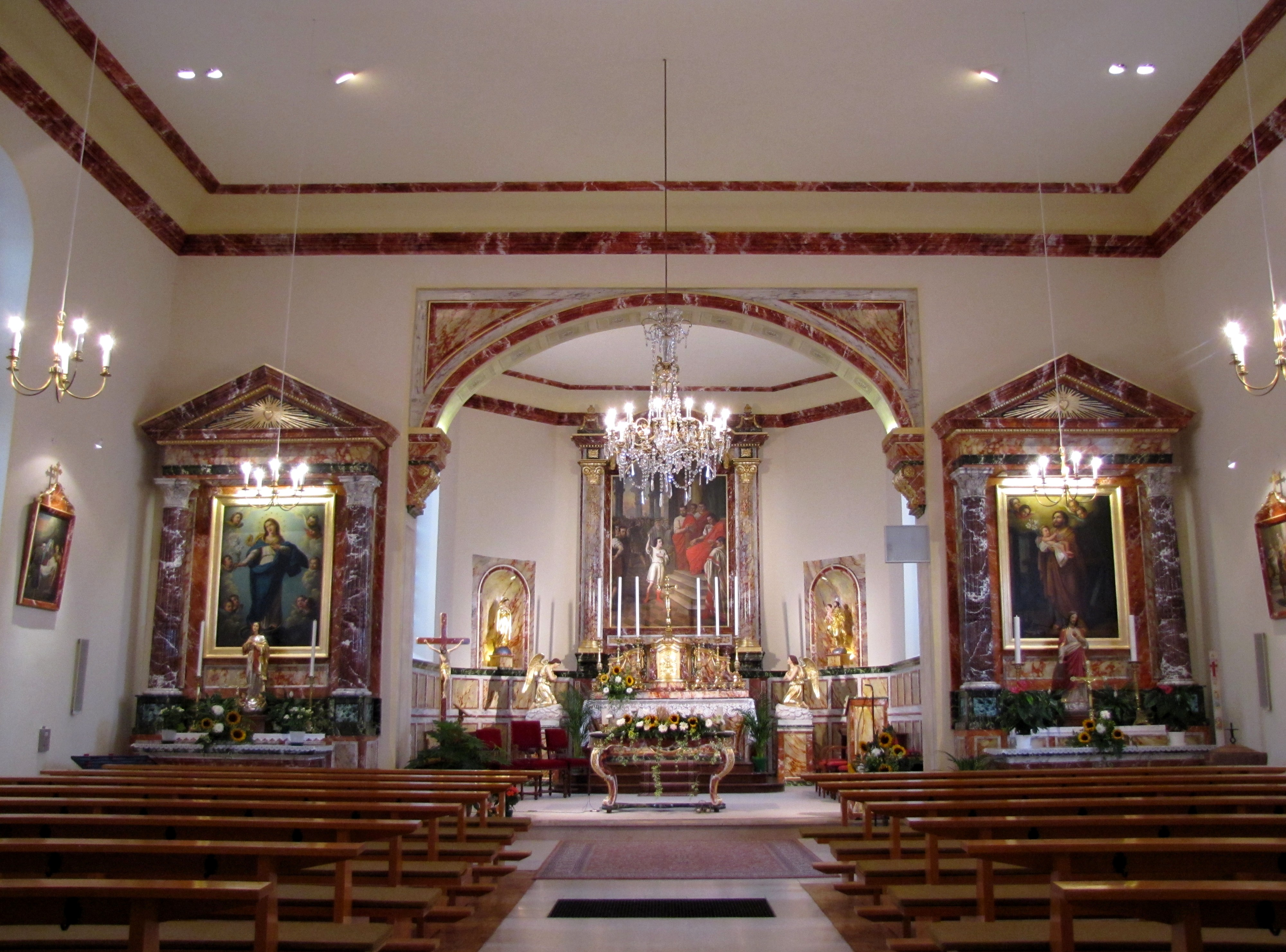
Интерьер
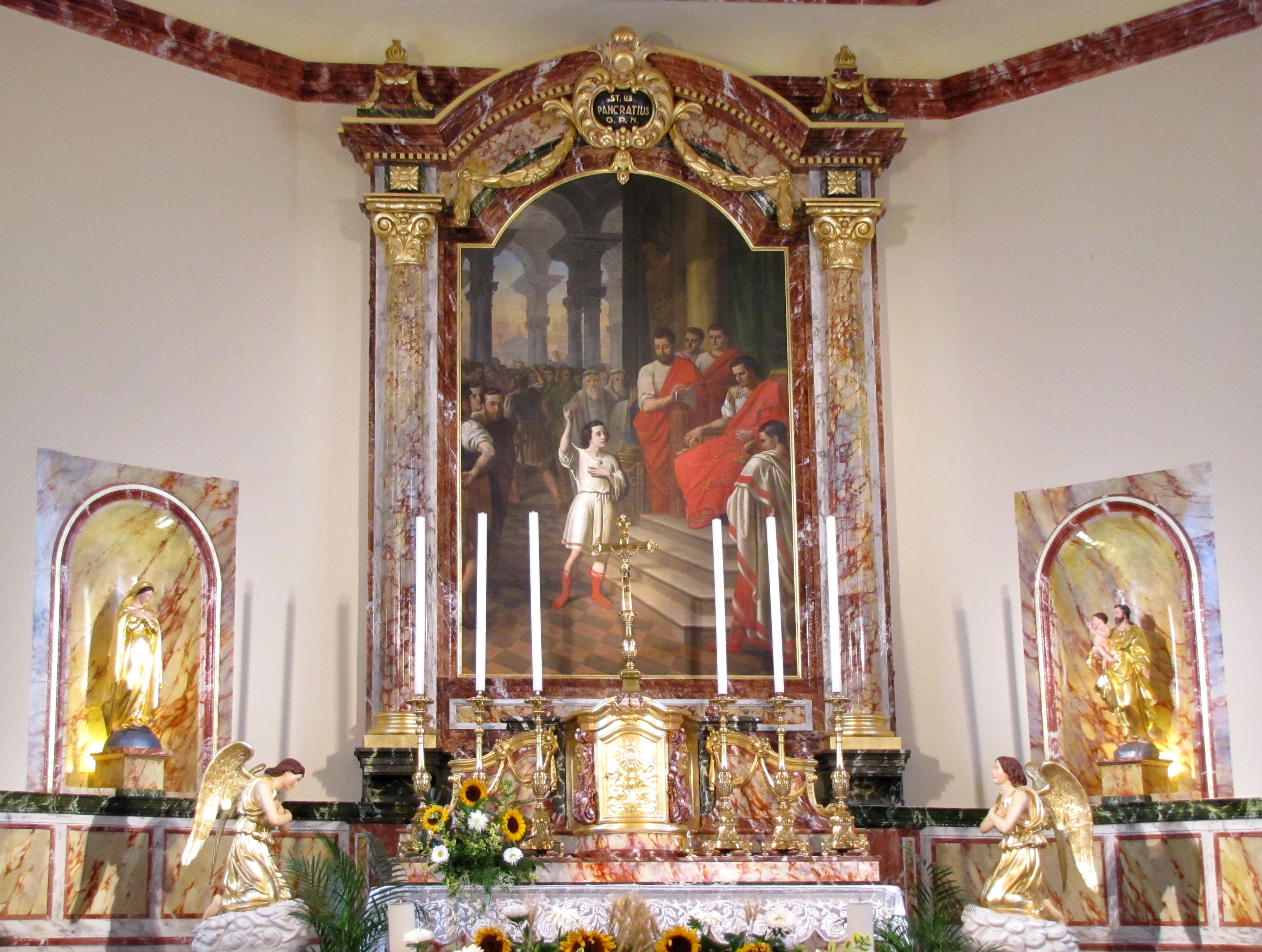
Алтарь
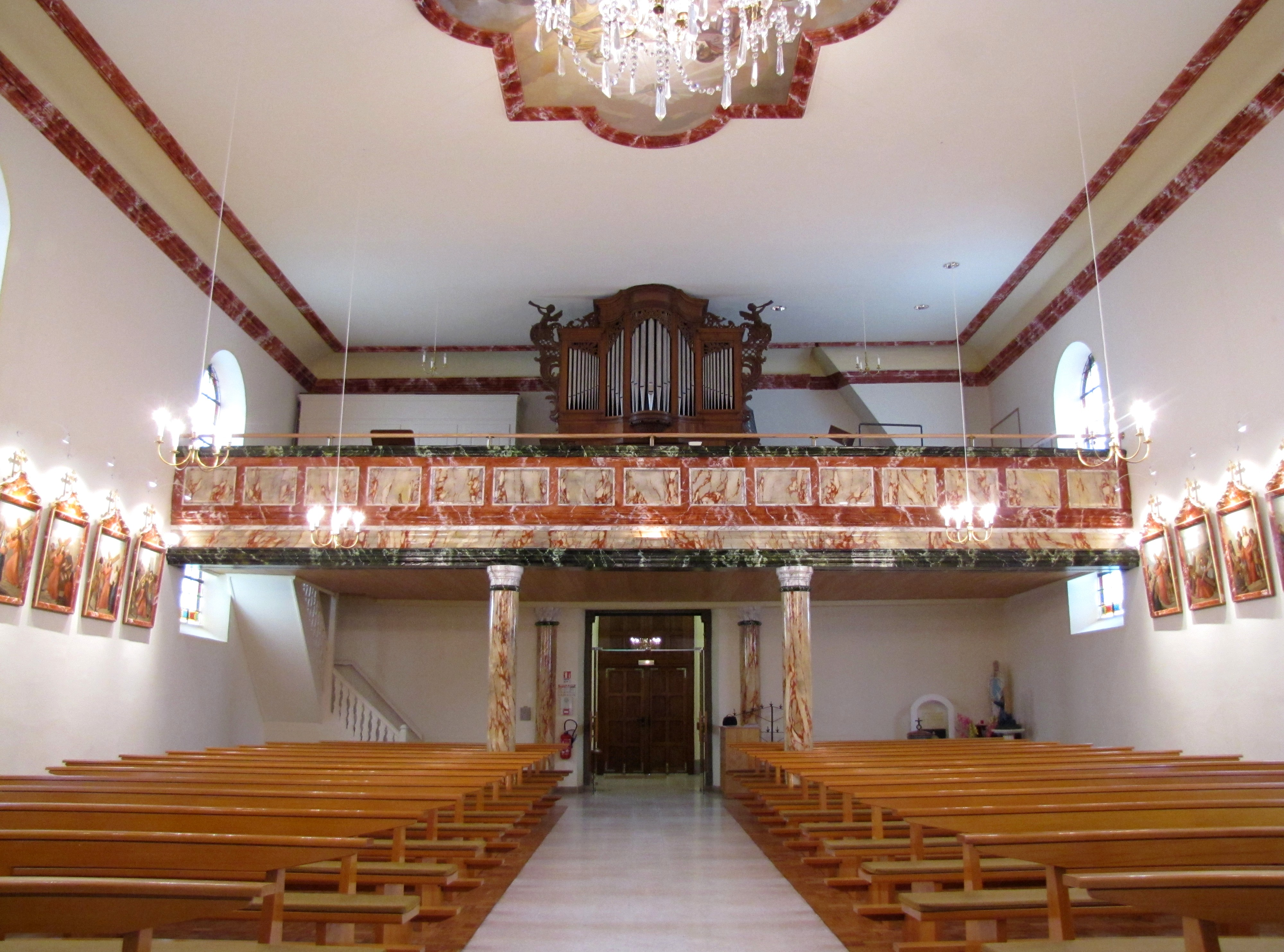
Интерьер, вид на орган
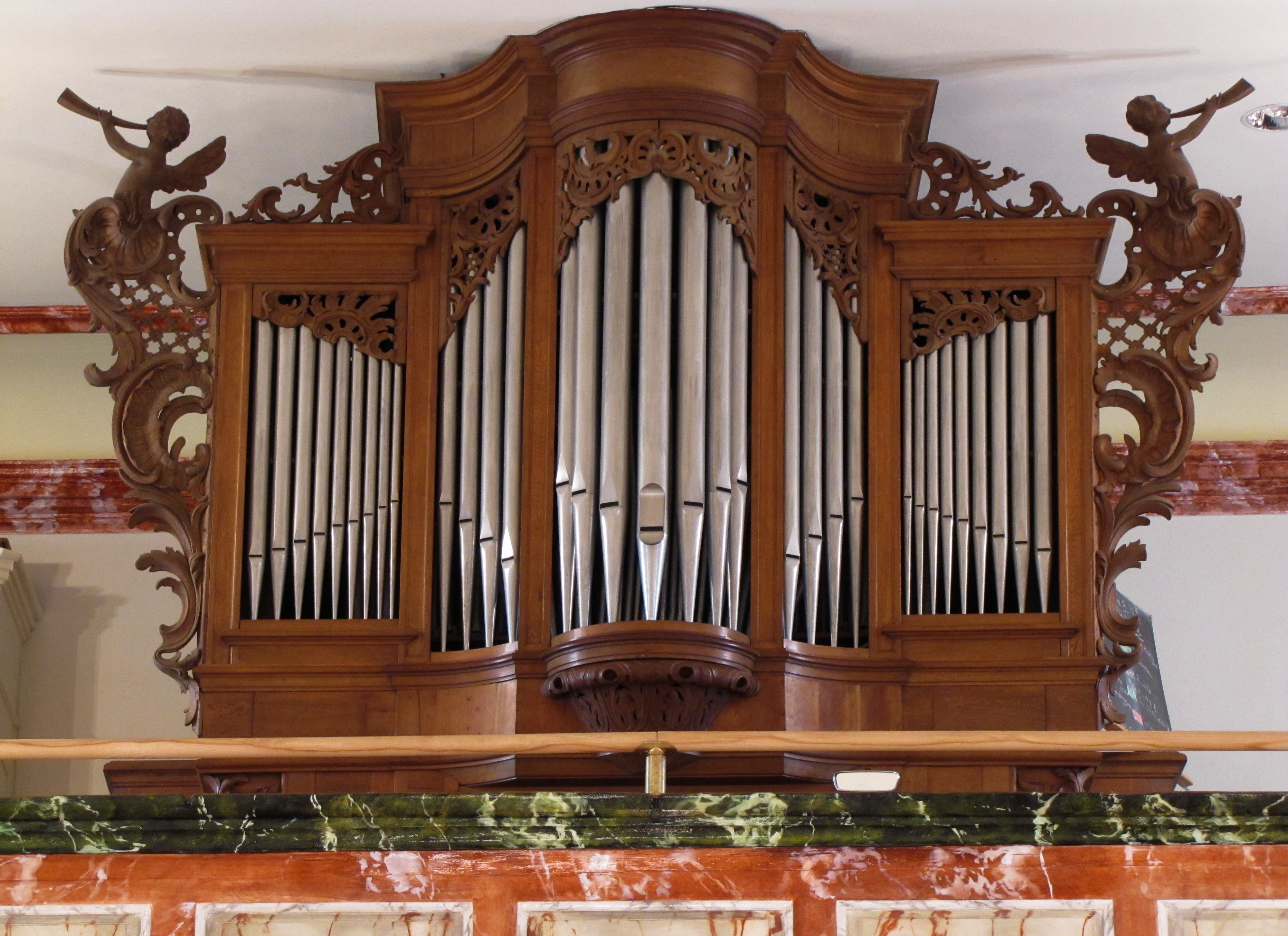
Орган